# Olaus Wormius
Olaus Wormius (13 de mayo de 1588-31 de agosto de 1654), su nombre a veces aparece, sin latinizar, como Ole Worm; fue un médico y anticuario danés.

## Biografía
Worm, hijo de Willum Worm que fue alcalde de Aarhus, fue un hombre rico debido a la herencia de su padre. Su abuelo, Johan Worm, fue un magistrado de Aarhus y luterano que tuvo que huir de Arnhem en Gelderland mientras esta se encontraba bajo control católico.
Ole Worm fue de alguna forma un "estudiante perpetuo": después de acudir a la escuela en Aarhus, continuó su educación en la Universidad de Marburg en 1605, recibió el título de Doctor en Medicina por la Universidad de Basilea en 1611 y el título de Maestro en Artes por la Universidad de Copenhague en 1617. El resto de su carrera académica lo realizó en Copenhague, donde enseñó Latín, Griego, medicina y física. Fue el médico personal del rey Cristián V de Dinamarca. Hay que destacar, puesto que no era un comportamiento normal de los médicos de la época, que permaneció ejerciendo en Copenhague durante la epidemia de peste bubónica.

## Importancia científica y cultural
En medicina, las principales contribuciones de Wormius fueron en el área de la embriología. Los huesos de Worm (pequeños huesos que cubren los espacios en cráneo) llevan su nombre en honor a sus contribuciones a este campo.
Wormius también es conocido como un recolector de literatura primitiva en idiomas escandinavos. También escribió varios tratados sobre runas y coleccionó textos escritos en alfabetos rúnicos. En 1626 Wormius publicó su Fasti Danici o "Cronología Danesa", que contenía los resultados de sus investigaciones en tradiciones populares rúnicas. En 1636 publicó Runir seu Danica literatura antiquissima, ("Runas: la más antigua literatura danesa"), una compilación de transcripciones de textos en runas.

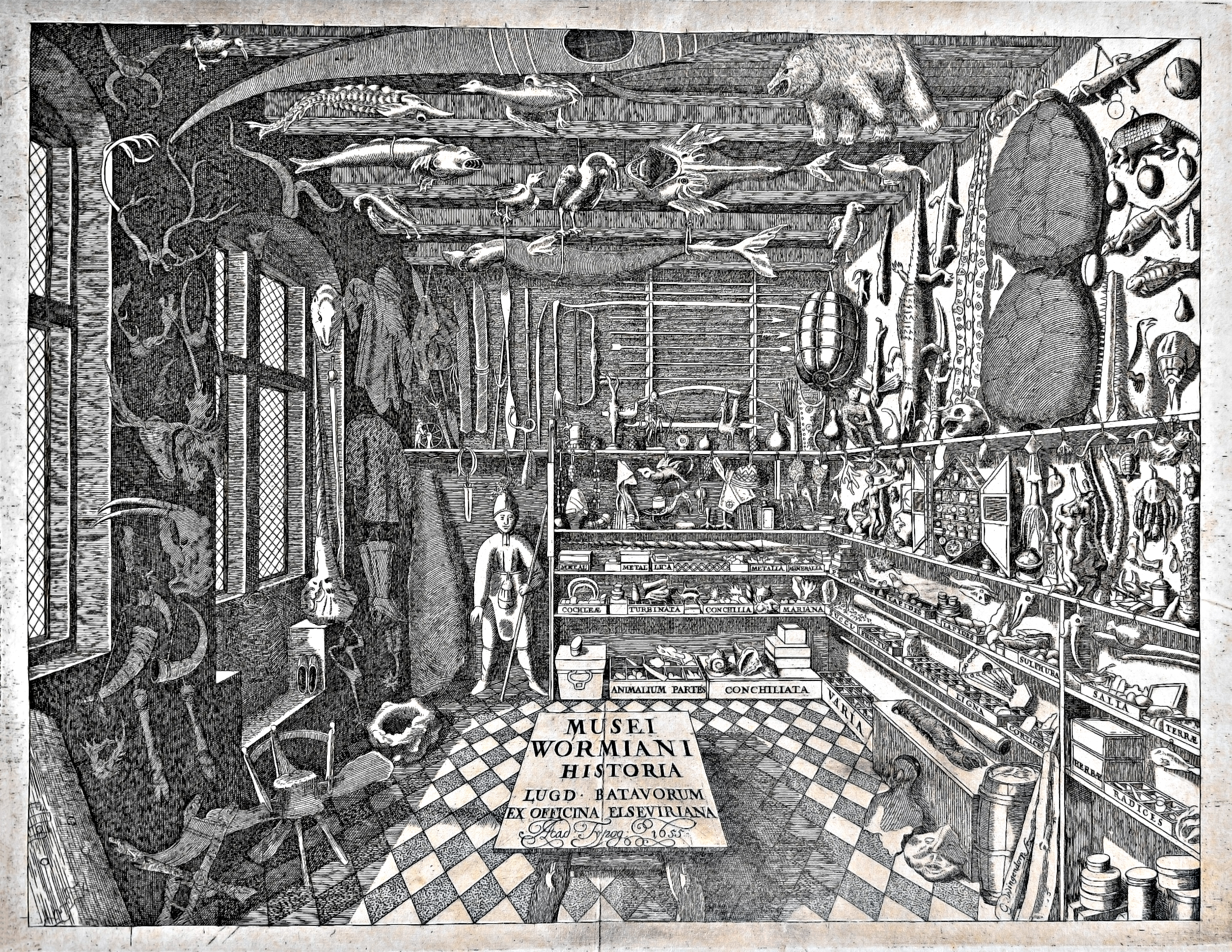
"Musei Wormiani Historia," Gabinete de curiosidades del Museum Wormianum.

Como naturalista, Wormius recogió una gran colección en su "Gabinete de curiosidades", que incluía desde artefactos nativos del Nuevo Mundo a animales disecados o fósiles, sobre los que especuló mucho. Wormius compiló grabados de su colección así como especulaciones sobre su significado en el catálogo de su Museum Wormianum, publicado después de su muerte en 1655. Como científico, Wormius está a caballo entre la ciencia moderna y la premoderna. Como ejemplo, de una forma moderna y empírica Wormius determinó que los Unicornios no existían y que los supuestos cuernos de unicornio eran en realidad de Narval. Al mismo tiempo sin embargo, se preguntaba si las supuestas propiedades como antídoto asociadas a los cuernos de unicornio seguían siendo ciertas para lo que realizó primitivos experimentos en los que envenenaba animales domésticos y luego les proporcionaba cuerno de narval (el veneno debió ser muy suave puesto que informó de que los animales se recuperaban). Otras investigaciones empíricas que realizó incluían demostrar que los Lemmings eran roedores y no, como algunos pensaban, que se generaban de forma espontánea por el aire. También proporcionó los primeros dibujos detallados de un ave del paraíso mostrando que, a pesar de las muchas especulaciones populares en sentido contrario, estas tenían pies igual que el resto de las aves. La principal utilidad de las colecciones de historia natural de Wormius era la pedagogía.

## Wormius en la literatura popular
En años más recientes, el auténtico Wormius (y sus varios logros) fueron suplantados por un personaje ficticio con su nombre. Olaus Wormius es un personaje de ficción que aparece en los mitos de Cthulhu, concretamente en la historia del Necronomicón, escrita por H. P. Lovecraft. Según esta, fue un amante de lo esotérico, más por su curiosidad que por fe. Este hombre por muchos años recogió textos viejos y manuscritos que nadie quería o cuya autenticidad estaba en duda.
Fue en 1228 cuando encontró en una gaazha (lugar donde se guardan manuscritos que nadie usa, pero se considera una falta de respeto a su autor el deshacerse de ellos) de Egipto lo que pareció ser un fragmento del Necronomicón. Al principio estos documentos no se podían entender dado que no estaban en orden y eran muy poco legibles. Pero al empezar a traducirlos al latín, Olaus comenzó a tener pesadillas continuas sobre mundos demoniacos. Tanta fue la desesperación de Olaus, que trató de calmar su angustia en la fe católica, pero los sueños espantosos continuaron hasta que dejó de traducir el libro. Fue entonces cuando se dio cuenta de la importancia y del poder que tenía este. Cuando lo tuvo listo, lo leyó con mucha más paciencia y fue creyendo cada vez más en sus poderes.
Lovecraft lo describe como un padre dominico y lo sitúa en el siglo XIII.